# 包應麟
包應麟（1518年—？），字子瑞，號三溪，浙江台州府臨海縣人，明朝政治人物。

## 生平
嘉靖十六年（1537年）丁酉科浙江鄉試第五十名。三十三歲登嘉靖二十九年（1550年）庚戌科二甲第四名進士。授工部主事，管吕梁河事，督漕河工程，升都水司郎中，出为直隶太平府知府，嘉靖四十年（1561年）官廣東廣州府知府。

## 家族
曾祖包原晣，典史；祖父包祥，壽官；父包冀，母胡氏。具庆下。兄包鐸。弟包應芳、包應錫。